# ピアノソナタ第31番 (ベートーヴェン)
ピアノソナタ第31番（ピアノソナタだいさんじゅういちばん）変イ長調 作品110は、ルートヴィヒ・ヴァン・ベートーヴェンが1821年に完成したピアノソナタ。

## 概要
ベートーヴェンの最後のピアノソナタ3作品（第30番、第31番、第32番）は、『ミサ・ソレムニス』や『ディアベリ変奏曲』などの大作の仕事の合間を縫うように並行して進められていった。途中、やがて彼の命を奪うことになる病に伏せることになるが、健康を回復したベートーヴェンは旺盛な創作意欲をもってこの作品を書き上げた。楽譜には1821年12月25日と書き入れられ、これが完成の日付と考えられるものの、その後1822年になってからも終楽章の手直しが行われたとされる。こうして生まれた本作品には前作を超える抒情性に加え、ユーモラスな洒落も盛り込まれており、豊かな情感が表出されている。また、終楽章に記された数々のト書きは、しばしば作曲者を襲った病魔との関連で考察される。
1822年2月18日付の書簡からは、このピアノソナタが続く第32番と共に、ベートーヴェンと親交の深かったアントニー・ブレンターノに献呈される予定であったことがわかる。ところが、出版時には楽譜に献辞は掲げられておらず、献呈者なしとなった理由を決定づける証拠も見つかっていないため不明である。。ブレンターノ夫人への献呈が検討される以前には、弟子のフェルディナント・リースへの恩義に報いるために彼に捧げられることになっていたとする説もある。楽譜の出版は1822年7月、シュレジンガー、シュタイナー、ブージーなどから行われた。
作曲者はチェロソナタ第5番にみられるように、後期の作品ではフーガの応用に大きく傾いている。この曲の終楽章は、最後の3曲のピアノソナタの中では最も典型的にフーガを用いたものである。ドナルド・フランシス・トーヴィーは「ベートーヴェンの描くあらゆる幻想と同じく、このフーガは世界を飲み込み、超越するものである」と述べた。

## 演奏時間
約18分。

## 楽曲構成

### 第1楽章
Moderato cantabile molto espressivo 3/4拍子 変イ長調
ソナタ形式。con amabilità（愛をもって）と付記されている。序奏はなく、冒頭から譜例1の第1主題が優しく奏でられる。
譜例1
ベートーヴェンは譜例2に示される第1主題の後半楽節を好んでおり、自作に度々用いていた。ヴァイオリンソナタ第8番の第2楽章（譜例3）やその他の楽曲にも同じ旋律を見出すことが出来る。また、この旋律がハイドンの交響曲第88番の第2楽章からの借用であるとする意見もある。
譜例2
譜例3
第1主題に続いて特徴的なアルペッジョの走句が入り、変ホ長調の第2主題の提示へと移る（譜例4）。
譜例4
ピアノソナタ第23番と同様提示部の反復は設けられておらず、そのまま展開部へと移行する。展開部はテノールとバスの音域を行き来する左手の音型の上で、転調を繰り返しながら譜例1冒頭2小節の動機要素が8回奏される。続く再現部では第1主題が細かな伴奏音型の上に姿を現し、第2主題は変イ長調となって戻ってくる。コーダでは経過部のアルペッジョが奏でられ、譜例1の断片を回想しつつ弱音で楽章を終える。

### 第2楽章
Allegro molto 2/4拍子 ヘ短調
三部形式。スケルツォ的な性格を持ち、軽やかな中にも全体的に不気味な雰囲気を漂わせる。第1の部分に使用されている旋律は当時の流行歌から採られている。譜例5は『Unsre Katz hat Katzerln gehabt』（うちの猫には子猫がいた）、続く譜例6は『Ich bin lüderlich, du bist lüderlich』（私は自堕落、君も自堕落）というコミカルなタイトルの楽曲に由来する。
譜例5
譜例6
譜例5と譜例6がそれぞれ反復記号によって繰り返され、曲は中間部へと進む。中間部は下降する音型と上昇するシンコペーションの音型が交差する、譜例7に示される楽想が5回奏されるだけの簡素なものである。
譜例7
中間部が終わると第1部をほぼそのまま再現し、コーダで音量とテンポを落として切れ目なく終楽章へ続く。

### 第3楽章
Adagio, ma non troppo - Fuga. Allegro, ma non troppo 6/8拍子 変イ長調
極めて斬新な構成と内容を備えた終楽章は、規模の大きな変ロ短調の序奏に始まる（譜例8）。この部分のベートーヴェンの手稿譜には例外的に数多くの修正の跡が残されており、作曲者が推敲を重ねて書き上げたことが窺われる。レチタティーヴォと明記された楽想は頻繁にテンポを変更しながら進む。この中でタイで繋がれた連続するイ音に作曲者自身が運指を指定している部分は、クラヴィコードで実現可能な演奏効果を想定して書かれたものである。
譜例8
続いて変イ短調の『嘆きの歌』（Klagender Gesang）が切々と歌い始められる（譜例9）。『嘆きの歌』の下降する哀切な旋律線は、バッハの『ヨハネ受難曲』の「Es ist vollbracht」との関連を指摘されている。
譜例9
次に変イ長調で3声のフーガが開始される。フーガの主題は第1楽章第1主題に基づくもので、この上昇する音列が全曲を統一する役割を果たしている。フーガは自由に展開されてクライマックスを形成する。
譜例10
盛り上がったところで再び『嘆きの歌』が現れる。「疲れ果て、嘆きつつ」（Ermattet, klagend）と記載されており、ト短調で休符によって寸断された途切れ途切れの旋律が歌われる（譜例11）。
譜例11
クレッシェンドを経て、再度3声のフーガとなる。ベートーヴェンはこのフーガ冒頭にイタリア語で「次第に元気を取り戻しながら」（Poi a poi di nuovo vivente）と記した。譜例12の主題は譜例10のフーガ主題の反行によっており、ト長調で開始される。
譜例12
次第に譜例10の縮小形、拡大系が姿を現すようになり、さらにメノ・アレグロで4分の1の縮小形を出しつつト長調から主調である変イ長調に移行する。同時に、譜例10の主題が堂々とバスに回帰する。その後、対位法を離れて一層大きく歓喜を表しながら、最後に向かって徐々に速度と力を上げていき高らかに全曲を完結させる。